# Alsophila cunninghamii
Alsophila cunninghamii is een plantensoort uit de familie Cyatheaceae. Het is een hoge boomvaren waarvan de stam tot 20 meter hoog kan worden. De stam is slank en oude bladeren vallen eraf, waarbij alleen de basis achtergelaten wordt. De groene gesteelde zachte bladeren kunnen tot 3 meter lang worden. De soortaanduiding cunninghamii is een eerbetoon aan Engels botanicus Allan Cunningham.
De soort komt voor in Oost-Australië en in Nieuw-Zeeland. In Australië komt de soort voor in de deelstaten Queensland, New South Wales, Victoria en Tasmanië. In Nieuw-Zeeland komt de soort voor op het Noordereiland, het Zuidereiland en op de Chathameilanden. Op het Noordereiland komt de soort voornamelijk in het westelijke deel voor, tussen Te Paki en Wellington, en op het Zuidereiland aan de noordwest- en westkant. Hij groeit in kust, laagland tot montane vochtige bossen, vooral langs rivieroevers, in geulen en in valleien. Het is een prominente soort in karstgebieden, waar hij vaak groeit nabij dolines en grotingangen.

## Synoniemen
- Cyathea boylei F.Muell. ex French
- Cyathea cunninghamii Hook.f.